# Lacinipolia parvula
Lacinipolia parvula là một loài bướm đêm trong họ Noctuidae.